# Chesterville, Maine

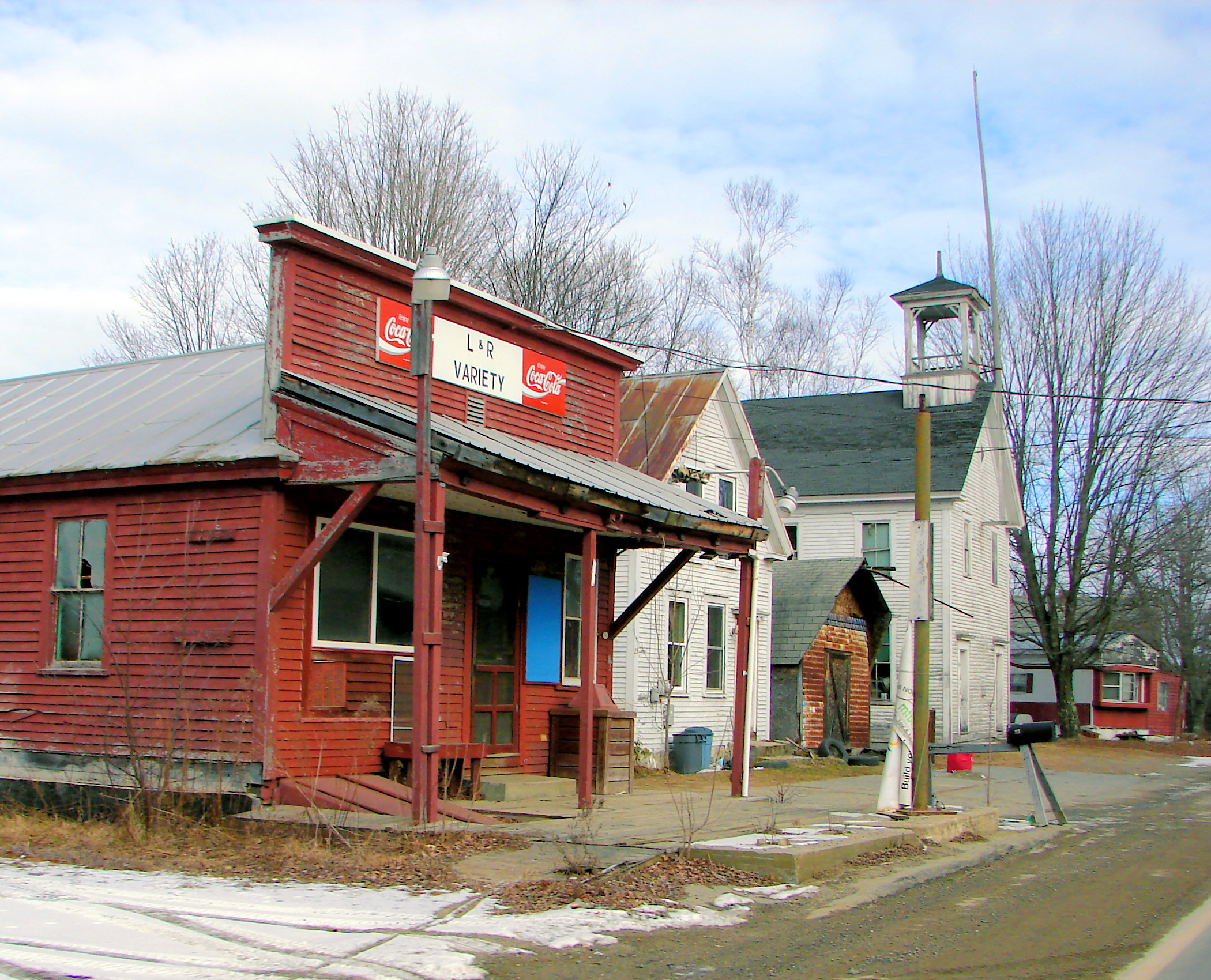
North Chesterville

Chesterville är en kommun (town)  i Franklin County i den amerikanska delstaten Maine med en yta av 97,5 km² och en folkmängd, som uppgår till 1 352 invånare (2010).

## Kända personer från Chesterville
- Samuel P. Morrill, politiker och präst